# Jesús Moncada
Jesús Moncada Estruga (Mequinenza; 1. prosinca 1941. – Barcelona; 13. lipnja 2005.) bio je španjolski književnik na katalonskom jeziku.
Smatran jednim od najvažnijih katalonskih autora svog vremena, za svoj je rad dobio nekoliko nagrada, između ostalog nagradu grada Barcelone ili nacionalnu nagradu kritičara 1989. za Camí de sirga ( Sirga Path ) ili La Creu de Sant Jordija, koju je 2001. godine dodijelio Katalonski generalitat. 2004. dobio je nagradu za aragonsku književnost koju je prikupio nekoliko mjeseci prije smrti.
Jesús Moncada jedan je od najčešće prevođenih autora suvremene katalonske književnosti. Camí de sirga prevedena je na petnaest jezika, uključujući japanski i vijetnamski. Moncada je na katalonski preveo i brojna djela na španjolskom, francuskom i engleskom jeziku, autora poput Guillaumea Apollinairea, Alejandra Dumasa, Julesa Vernea i Borisa Viana .

## Doživotno

### Djetinjstvo i mladost u Mequinenzi
Jesús Moncada rođen je 1. prosinca 1941. u staroj Mequinenzi, gradu smještenom uz ušće rijeka Ebro, Segre i Cinca koji pripadaju regiji Bajo Cinca. Bio je prvorođeni sin braka koji su sklopili José Moncada i María Estruga. Živio je u kući smještenoj na uglu ulica Calle de Zaragoza i Callejón de San Francisco, čije se ruševine i danas mogu vidjeti. Roditelji su imali trgovinu, a otac je uz to, zajedno s nekim partnerima, posjedovao uljaru. U trgovini, iz usta kupaca i transportera, počeo je slušati priče o rijeci i gradu kao dijete, anegdote koje su ga zabavljale probudivši maštu, kao što će kasnije činiti one koje su ispričane na društvenim okupljanjima kave.
Imao je dobru obiteljsku knjižnicu i od malih nogu imao je veliku ljubav prema čitanju, pisanju i crtanju. Moncada se uvijek sjećala djetinjstva kao vrlo sretnog vremena koje je prolazilo uokvireno u prostoru formiranom rudnicima u slivu Mequinenze, dvorcu i rijekama, posebno Ebru, osi cjelokupnog gospodarskog života seljana i istodobno, gotovo čarobni svijet za stvorenja kamo je mali Moncada išao sa svojim prijateljima u ribolov, plivanje i jedrenje. I zaista, fascinacija koju je osjećao riječnim svijetom očitovala se kroz njegove knjige. Stoga ne čudi da je godinama kasnije, kada je opstanak ovoga svijeta zaprijetio izgradnjom rezervoara Mequinenza i Ribarroja koji su dio stanovništva morali ostaviti potopljenim, počeo prikupljati informacije kroz duge razgovore s kalafatima i mornarima. ; materijal koji će kasnije biti vrlo koristan za knjige, kako kada se koristi riječni vlastiti leksikon, tako i kad se karakteriziraju likovi koji se pojavljuju.

### Zaragoza i povratak u Mequinenzu
U vrijeme kada više nije mogao nastaviti s pripremama u Mequinenzi, roditelji su se odlučili za svjetovni internat u Zaragozi, jer je u Lleidi bilo samo redovnika. Odabrana škola bila je središte Santo Tomás de Aquino, koje su osnovali otac zamjenika i pjevača José Antonio Labordeta i pjesnik Miguel Labordeta ; liberalno središte u kojem je adolescent Moncada dobio prvu književnu nagradu: knjigu Sjećanja na djetinjstvo i mladost Ramóna y Cajala, za rekreaciju legende iz Mequinéna. U Zaragozi, gdje je studirao između 1953. i 1958., završio je osnovnu gimnaziju i dok je pohađao srednju školu učio je nastavu.
Kad je završio svoju učiteljsku karijeru, izvanrednom nagradom, prijavio se za mjesto privremenog učitelja u Mequinenzi, ali to je odbijeno jer još nije napunio osamnaest godina. Mogao je početi raditi kao učiteljski pomoćnik, budući da je trg bio pust. Kasnije, unatoč pobjedi u opoziciji, dao je ostavku na mjesto u malom gradu i radije je nekoliko mjeseci radio u centru u Zaragozi dok nije morao odslužiti vojni rok. Nakon odsluženja vojnog roka, vratio se u Mequinenzu svjestan, međutim, da je ono što je stvarno volio bilo slikanje i pisanje.

### Transfer u Barcelonu
Slijedom savjeta Edmona Vallèsa, povjesničara, esejista i prevoditelja iz Mequine, Moncada se u rujnu 1966. preselio u Barcelonu s namjerom da se u potpunosti posveti slikarstvu i književnosti. Počeci, međutim, nisu bili nimalo laki za izdavački projekt u kojem se Edmon Vallès nadao se da će naći posao nije uspio i Moncada se našao bez posla, daleko od svoje obitelji i na mjestu koje mu je bilo potpuno strano. Prvu godinu proveo je u Barceloni radeći u radionici slikara iz Meke Santiaga Estruge. Podijelili su dan u dva dijela, posvetivši jutro izradi komercijalnih slika da bi zaradili za život - kvadrati za vješanje na trojku, prisjetio se rient-a i popodne vrsti slike koja im se svidjela. Kad su se sklopili, još je imao vremena i želje da ide studirati graviranje u Školu umjetnosti knjige.
Godinu dana kasnije, zahvaljujući Edmonu Vallésu iz Mequinzena, imao je priliku ući u izdavačku kuću Montaner y Simón gdje su tražili nekoga tko će pregledati prijevod enciklopedije mladih iz Mondadorija. Angažirao ga je Pere Calders, koji se nedavno vratio iz progonstva u Meksiku i radio kao šef produkcijskog odjela. Moncada, koji još nije ništa napisao otkako se nastanio u Barceloni, napisao je što će biti njegova prva kratka priča na katalonskom jeziku : "Joc de Caps". Pereu Caldersu jako se svidjela ta prva priča i ohrabrio nas je da nastavimo pisati i da nastavimo ugrađivati istinske oblike Mequinenzina govora u pripovijesti. Dugo su, na kraju radnog vremena, njih dvoje boravili u izdavačkoj kući da pišu ili su zajedno otišli u Ateneu Barcelonés. Komentirali su ono što su napisali i Calders mu je u onim prvim ogledima s katalonskim jezikom pomogao naučiti pravopis.
Pojavio se za književne nagrade kako bi objavio priče i zainteresirao nekog izdavača za njihovo uređivanje. S "La lluna, la pruna" osvojio je nagradu Brugues ( 1970 ), s kompilacijom "Povijesti lijeve ruke" nagradu Joan Santamaria ( 1971 ), s "Kronika posljednjeg ruma" drugu nagradu Crida časopisa Serra d'Or ( 1971 ) i s "Narracions de l'Ebre" Jaumeovom martovskom nagradom (1980). Prvi tekst koji su objavili bio je "Kronika posljednjeg ruma", koji se pojavio u časopisu Serra d'Or u ožujku 1971. godine, pripovijest u kojoj se već mogu vidjeti neki od ključeva književnog svijeta Moncada.

### Zrelost
Međutim, malo po malo, shvatio je da s obzirom na njegov polagani i pedantni način rada, ne može se nastaviti istodobno posvećivati slikarstvu i književnosti nakon završetka radnog dana. Napokon, ohrabren književnim nagradama i objavljivanjem u Ediciones de la Magrana njegove prve knjige "Povijesti lijeve ruke i druga kazivanja" - koja je sadržavala sedamnaest pripovijesti -, odlučio je plastični rad ostaviti po strani i posvetiti sate posao mu je ostavio slobodu za pisanje. To mu je omogućilo da četiri godine kasnije objavi drugu knjigu priča: "El Café de la Rana".
Uvijek se sjećao prolaska kroz izdavačku kuću Montaner y Simón kao vrlo obogaćujuće pozornice kako za ljude koji su radili: Pere Calders i Josep Soler, tako i za ljude koji će ih vidjeti: Avel·lí Artís Gener "Tísner", Félix Cucurull, Xavier Benguerel, kipar Giménez Botey ... i anegdote koje je proživio. I zapravo, kad se razbolio, radio je na romanu s privremenim naslovom "Dante SL", u kojem je planirao rekreirati okoliš življen tih godina. Roman je ostao nedovršen, jer mu je u jesen 2004. dijagnosticiran rak pluća i preminuo u klinici u Barceloni 13. lipnja 2005. Na autorov zahtjev, njegov pepeo odnesen je u Mequinenzu i odložen na mjestu koje je njegov dom zauzeo u Starom gradu Mequinenza. 9. srpnja postumno mu je dodijeljeno priznanje "omiljeni sin" Mequinenze .

## Raditi

### Književno djelo

#### Romani
- Camí de sirga (1988)
- ca. La galeria de les estàtues ( Galerija kipova ) (1992)
- Estremida memoria ( Protreseno sjećanje ) (1997)

##### Kratke priče
- Històries de la mà esquerra i altres narracions (Povijesti lijeve ruke) (1981)
- ca. El cafè de la granota (žablja kava ) (1985)
- ca. Calaveres atònites (1999)
- Potop (2000)
- ca. Contes (Kompilacija njegove prve tri knjige priča) (2001)
- ca. Cabòries estivals i altres proses volanderes (2003)

#### Prijevodi
- Llorenç, Joan Cortada, Barcelona: Kurial, 1987.
- Les proeses d'un jove Don Joan, Guillaume Apollinaire, Barcelona: La Magrana, 1988.
- Memòries d'una cantant alemanya, W. Schroeder-Devrient, Barcelona: La Magrana, 1988.
- La senyoreta de Mustelle i les seves amigues, P. Du Bourdel, Barcelona: La Magrana, 1988.
- Retaule dels costums del temps, Claude Crébillon, Barcelona: La Magrana, 1989.
- Feixugues, leće, André Hardellet, Barcelona: La Magrana, 1989.
- Carrer de l'estació, 120, autor Léo Malet, Barcelona: La Magrana, 1991.
- Sestra Monika, iz ETA Hoffmann, Barcelona: La Magrana, 1992.
- Confessió de la senyoreta Safo, iz Pidansat de Mairobert, Barcelona: La Magrana, 1992.
- Tots els morts imaju la mateixa pell, Boris Vian, Barcelona: La Magrana, 1993.
- Tajno obrazovanje, anonimno djelo, Barcelona: La Magrana, 1993.
- Mort als lletjos, Boris Vian, Barcelona: La Magrana, 1994.
- L'Escola de les amants, Duponchel-Hankey, Barcelona: La Magrana, 1994.
- Confidència africana, Roger Martin du Gard, Barcelona: La Magrana, 1995.
- Viktorijanska dama, anonimno djelo, Barcelona: La Magrana, 1995.
- Disbauxes, de Donville, Barcelona: La Magrana, 1996.
- Els ispunjava del Capità Grant, Jules Verne, Barcelona: La Magrana, 1996.
- Memòries d'una puça, Hippolyte de Saint Amour, Barcelona: La Magrana, 1997.
- Les paraules de Lila, Chimo, Barcelona: La Magrana, 1997.
- El fiacre, Osman Walter, Barcelona: La Magrana, 1998.
- Umre La volta al món en vuitanta, Jules Verne, Barcelona: La Magrana, 2000.
- L'illa misteriosa, Jules Verne, Barcelona: La Magrana, 2001.
- Grof od Montecrista, Alexandre Dumas, Barcelona: La Magrana, 2002.

### Slike
Prve izložbe plastičnih radova održane su u Mequinenzi 1966. i 1970. godine. Sljedeće desetljeće sudjelovao je na pojedinačnim i skupnim izložbama u različitim gradovima u Kataloniji: L'Abast u Mataróu (1977. i 1978), Unescove škole u Barceloni (1977), u Botiga de Coses de Vilassar de Mar (1979) i u štedionica Laietana iz Arenys de Mar (1980). Većina njegovih čitatelja nije otkrila njegovu slikovnu stranu sve do smrti pisca kao rezultat izložbi održanih u Mequinenzi (2005.), Tarragoni (2005.), Léridi (2006., 2009.), Barbastru (2007.) i Calatayudu (2007.). Trenutno se može vidjeti velik dio njegovog slikovnog rada instaliran u Muzeju povijesti Mequinenze, u muzejima Mequinenza koji imaju prostor posvećen Moncadi.

### Fotografski rad
2014. Museu Etnològic de Barcelona u suradnji s gradskim vijećem Mequinenze izradio je izložbu Mequinensa! Fotografije Jesúsa Moncade. Izložba je omogućila obilazak fotografija Jesúsa Moncade koje je sam napravio u Starom gradu Mequinenza prije nego što je nestao pod vodama akumulacije Ribarroja početkom 1970-ih, u kombinaciji s raznim tekstovima njegovih književnih djela.

## Prijevodi književnog djela Jesúsa Moncade

### njemački
- "Dringliche Besprechung" ["Debat d'urgència"], Wespennest, 101 (Periferija - Literatur aus Spanien), Wien, 1995, str. 70-74 (prikaz, stručni). Prijevod Georg Picher.
- Die Versinkende Stadt [ Towpath ], Frankfurt na Majni: S. Fischer, 1995. Prijevod Willi Zurbrüggen.
- Die Galerie der Statuen [ Galerija kipova ], Frankfurt na Majni: S. Fischer, 1997. Prijevod Willi Zurbrüggen.
- "Fußball am Fluß" ["Riverbank Soccer"], Friedlein R., Richter B. (ur.) Dins Die Spezialität des Hauses. Neue katalanische Literatur, München: Babel-Verlag, 1998, str. 16-22 (prikaz, stručni). Prijevod Roger Friedlein.

### Engleski
- „Osveta mrtvaca“ i „Bačva mekog sapuna“ [„Revenja per a un difunt“ i „Un barril de sabó moll“], Catalan Writing, 10, Barcelona: Institució de les Lletres Catalanes, 1993, str. 64-71 (prikaz, stručni). Prijevod Patricia Mathews.
- Put vuče [Camí of towrope], London: Harvill / HarperCollins, 1994. Prijevod Judith Willis.
- "Stara notna glazba" ["D'uns vells music papers"] u Crameni, Kathryn (cood. ), Jesús Moncada. Gdje se rijeke susreću, Nottingham: Five Leaves Publications & Anglo-Catalan Society, 2011, str. 94-104 (prikaz, stručni). Prijevod Judith Willis.
- “Izvadak iz Estremida Memòria ” [ Estremida memòria, unutar Crameni, Kathryn (cood. ), Jesús Moncada. Gdje se rijeke susreću, Nottingham: Five Leaves Publications & Anglo-Catalan Society, 2011, str. 134-146 (prikaz, stručni). Prijevod Kathryn Crameni.

### Aragonski
- Camín de sirga, Zaragoza: Gara d'Edizions, 2003 (monografija). Prijevod Chusé Aragüés.
- Barucasovi estibali i leteća proza ; Zaragoza: Gara d'Edizions, 2010 (monografija). Prijevod Pascuala Miguela Bhestina.

### Španjolski
- Put vuče, Barcelona: Anagrama, 1989 .; i Zaragoza: Heraldo de Aragón, 2010 (monografija). Prijevod Joaquín Jordá.
- El Café de la Rana [ El Café de la Granota ], Zaragoza: Gobierno de Aragón, 1993. Prijevod Celina Alegre.
- Galerija kipova. Barcelona: Anagrama, 1993 (monografija). Prijevod Celina Alegre.
- Povijesti lijeve ruke, Zaragoza: Xordica Editorial, 1996. Prijevod Chusé Raúl Usón.
- El Café de la Rana [ El Café de la Granota ], Zaragoza: Xordica Editorial, 1997. Prijevod Chusé Raúl Usón.
- Lijevo oko Tomàs d'Atura-e i druge priče [izbor priča od Ceiline Alegre i Chuséa Raúla Usóna], Madrid: Alianza, 1997
- Pokolebano sjećanje. Barcelona: Anagrama, 1999 (monografija). Prijevod José Farreras.
- Riada, Barcelona: Llagut, 2000 (monografija). Prijevod Alberto Clavería Ibáñez.
- "Podrijetlo vrsta", Dés, Mihály (Izbor) u moru i planini. Suvremena katalonska antologija kratkih priča, Barcelona: Lateral ediciones, 2001., str. 99-106 (prikaz, stručni). Prijevod Jordi Carrión. Također uključeno u bočno. Časopis za kulturu. Suvremena katalonska antologija kratkih priča (poseban dodatak), 76 (Barcelona, travanj 2001.), str. 23-25 (prikaz, stručni).
- "Podrijetlo vrsta", GRANTA na španjolskom, 4 (Barcelona, zima / proljeće, 2005.), str. 51-58 (prikaz, stručni). Prijevod Julio Hurtado.
- Zaprepaštene lubanje, Zaragoza: Uvodnik Xordica, 2005. Prijevod Chusé Raúl Usón.
- Cierzo y bochorno [c „Fútbol de ribera“, „Tomàs d'Atura's left eye“ i epilog Camí de sirge iz prethodnih prijevoda Joaquíma Jordàa, Chuséa Aragüésa i Raula Usóna na španjolski; Chuséa Aragüésa na aragonski i prijevod Agustína Larrñage na španjolski naracije "Gravira iz 17. stoljeća"], Zaragoza: Gobierno de Aragón, 2005.
- "Gravira iz 18. stoljeća", u okviru Con ojos ajenos. Aragon, Zaragoza: Vlada Aragonije, 2006., str. 111-122 (prikaz, stručni). Prijevod Agustín Larrañaga.
- Ljetne himere i druga leteća proza ; Zaragoza: Gara d'Edizions, 2010 (monografija). Prijevod Chusé Aragües.

### Slovački
- “Vyhnanstvo bez návratu” [„Povratak osjećaja osjećaja“, izvadak iz Camí de sirga ], Revija svetovej literatúry, 4 (Brastilava, travanj 1991.), str. 42-46 (prikaz, stručni). Prijevod Vladimir Oleríny.

### Slovenski
- „Pepel spomina“ [„Cendra del calendari“, ulomak iz Camí de sirga ], Literatura, 21 (Ljubljana, 1993.), str. 73-77. Prijevod Jerca Kos.
- Proti toku [Camí of towrope], Ljubljana: Študentska založba, 2004 (monografija). Prijevod Simona Škrabec.

### Frankusi
- Les Bateliers de l'Èbre [ Camí de sirga ], Pariz: Éditions du Seuil, 1992. Prijevod Bernard Lesfargues.
- Le testament de l'Èbre [ Camí de sirga ], Pariz: Autrement, 2010. Prijevod Bernard Lesfargues.
- Anthologie de contes [ Antologija sukoba s "Jocs de caps", "L'ull esquerre de Tomàs d'Atura", "Conte del vell tramviaire", "Riada", "Traducció del llatí", "Debat d'urgència", "Povijest umrlih senara", "D'uns vells glazbene papire", "Bačva sabó moll", "Senyora Mort, pismo Miquel Garrigues", "Enigma i set tricornis", "Amarga je razmišljala o manatu cebes "," Fatalna ljubav u decubit supí "," Guardeu-vos de somiar genives esdentegades "," Amb segell d'urgència "," Cinc cobriments de cor al casal dels Móra "," A finestra del carrer de l'Ham ", „L'origen de les espècies“, „Esborrany d'una treva“ i „ Nigra sum“ ], Perpignan: Éditions Trabucaire, 2010. Prijevod Emilienne Rotureau-Gilabert.
- Frémissante mémoire [ Estremida memòria ], Pariz: Gallimard, 2001. Prijevod Mathilde Bensoussan.

### Galicijski
- Towpath, Vigo: Xerais, 1997. Prijevod Xabier Rodríguez Baixeras.

- L'ull esquerre de Tomàs d'Atura, Tel Aviv: Iton 77 (Književni mjesečnik), 16 (Tel Aviv, 1995), str. 48-50. Prijevod E. Sariola.

### Mađarski
- "Galaxis Joe hátborzongató vallomása", ["L ' estremida priznao Joe Galàxia"], Nagyvilág, sv. 30, br. 4 (Budimpešta, travanj 1985.), str. 534-538. Prijevod Zsuzsanna Tomcsányi.
- „A partvidék réme“, [„Kuga na obali rijeke“], unutar A gondviselés szeszélye. ( Mai katalán elbeszélök) (= Coses de la providència. -Contistes catalans contemporanis- ), Budimpešta: Íbisz, 1998, str. 75-79. Prijevod Zsuzsanna Tomcsányi.
- Folyók városa (= La ciutat dels rius) [ Camí de sirga ], Budimpešta: Íbisz, 2005. Prijevod Krisztina Nemes.
- Balkézről jött történetek (= Històries de la mà esquerra), Budimpešta: L'Harmattan Kiadó - Könyvpont Kiadó, 2012. Prijevod Krisztina Nemes.
- Folyóku városi [ Camí de Sirga ]; Budimpešta: Harmattan Kiadó, 2013 (monografija). Prijevod Krisztina Nemes.

### Nizozemski
- Het jaagpag [put vuče], Amsterdam: Meulenhoff, 1992. Prijevod Adri Boon.

### Polirati
- "Przed odejściem" ["Preludi de traspàs"], Czas Kultury, 2 (Poznań, 1994), str. 24. Prijevod Barbara Łuczak.
- „Ribarija Plaga“, „Słowa z oliwkowego drzewa“, „Futbol nadrzeczny“ i „Następcy“ [„Plaga de la Ribera“, „Paraules des d'un oliver“, „Futbol de ribera“ i „Els delfins“], Literatura na Ś wiecie, 5-6 (Warszawa, 2003.), str. 81-97 (prikaz, stručni). Prijevod Marta Cedro i Pau Freixa.
- "Lewe oko Tomasza d'Atura", "Pilna debata" i "Hektorowi to, co Hektorowe!" ["L'ull esquerre de Tomàs d'Atura", "Debat d'urgència", "A l'Hèctor el que es de l'Hèctor"], Czas Kultury, 5-6 (Poznań, 2004.), str. 194-215. Prijevod Witold J. Maciejewski.
- Historie z lewej ręki [ Històries de la mà esquerra ], Poznań: Biblioteka Telgte, 2006. Prijevod Witold J. Maciejewski.

### Portugalski
- Caminho de sirga, Lisabon: Dom Quijote, 1992. Prijevod Artur Guerra.

### Rumunjski
- Riuri cer în care duc [Camí of towrope], Bucureşti: Editura Univers, 1997. Prijevod Mianda Cioba.

### ruski
- "Nit d'amor del coix Silveri", "Riada" i "Bačva sabó moll"], u Rasskazy Pisatelei Katalonii [kratke priče katalonskih pisaca], Moskva: Uvodnik Raduga, 1987, str. 254-267 (prikaz, stručni). Prijevod V. Fiodorov.

### Srpski
- Srušeni grad [ Towpath ], Beograd: Laguna, 2007. Prijevod Igor Marojević.

### Švedski
- Dragarstig [ Camí de sirga ], Stockholm: Norstedts Förlag, 1996. Zajednički prijevod Sonia Johansson i Kjell A. Johansson.

## Moncada i Mequinenza
Objavom sedamdesetih godina njegovih prvih djela i, nadasve, pojavom na kraju osamdesetih romana Camino de sirga - bogato nagrađivanog djela, s gotovo jednoglasnom podrškom kritike i širokim prepoznavanja čitalačke javnosti unutar i izvan zemlje, Moncada je svoj književni interes posebno usmjerio na grad Mequinenza i rijeku Ebro: urbanu i ruralnu geografiju grada, ponašanje i psihologiju njegovih stanovnika, tradicionalna plovidba Ebrom, prosperitet i pad rudarskih poslova u bazenu Mequinenza te različiti društveno-politički i društveno-ekonomski aspekti povezani s cijelim ovim svijetom.
Zbog toga djelo Jesúsa Moncade ima univerzalni karakter koji omogućuje čitanje i razumijevanje dijelova, što je dokazano ponovnim izdavanjem njegovih priča i romana te prijevodima na dobru skupinu jezika. Moncada, kako je priznao više puta, u svojim tekstovima voli govoriti o onome što temeljito zna. Nesumnjivo je da činjenica da je dio stanovništva Mequinenze nestao pod vodama akumulacije Ribarroja i srušio ostatak starog grada, pored fascinacije koju je uvijek osjećao prema rijekama, svoje djelo obilježava na jedinstven i dubok način. .
U oba zborska romana kao što su "Put vuče" ili "Drhtava uspomena" ili više pluralnih poput "Galerija kipova", atmosfera Mequina i plovni put Ebro vrlo su prisutni. Ulice, trgovi, kafići, plesne dvorane, voćnjaci, pristaništa Ebra, rudnici lignita i rudari, llauts i llauters, buržuji, trgovci, poljoprivrednici ... mnogi od vremena između drame i komedije, a često natopljena humorom, ironijom, poantom satire, nježnosti, smrti i sprovodnih rituala, sa stilom koji promišlja usmenost i koji preplavljuje živahnim, bogatim, izražajnim riječima i vrlo razrađen, bez izbjegavanja, međutim, leksika i frazeologije zapadnog katalonskog iz Mequinenze .

## Nagrade i počasti
Kad su ga u intervjuu pitali zašto se nije pojavio na književnim nagradama, Moncada je uvijek objašnjavao da je njegov interes za ovu vrstu natjecanja nestao kad je postojao urednik zainteresiran za objavljivanje njegovih djela. 1988. " Camino de tow " dobio je sjajan odjek i javnosti i kritike. Njegov prvi roman, koji se smatra jednim od najboljih djela suvremene katalonske književnosti, dobio je Nagradu Joan Crexells (1988), Nagradu za književnost (1988) Fundación de Amigos de las Artes y de las Letras de Sabadell, Nacionalna nagrada kritičara (1988), nagrada kritičara Serra d'Or (1989) i nagrada grada Barcelone (1989 ). Također je bio finalist Državne nagrade za književnost (1988).
S "Memory shaken" po drugi je put nagrađen nagradom Joan Crexells (1997) i kritičkom nagradom Serra d'Or (1998), kao i nagradom Humbert Torres. Moncadino književno djelo cijenili su i njegovi kolege, budući da je bio prvi književnik kojem je dodijeljena nagrada Jaume Fuster za književnike na katalonskom jeziku. Iste godine njegove su zasluge prepoznate i u Kataloniji i u Aragoniji, budući da mu je Katalonski general dodijelio križ svetog Jordija i provincijsko vijeće Zaragoze, medalju Santa Isabel de Portugal. Napokon, 2004. godine, aragonski Cortes dodijelio mu je nagradu za čast aragonske književnosti, nagradu koja je prvi put dodijeljena aragonskom autoru koji je svoje djelo napisao na katalonskom jeziku .
Jesús Moncada, nazvan po svom omiljenom sinu Mequinenzi, ima svoj vlastiti prostor u muzejima Mequinenze. Prostor Moncada u Muzeju povijesti Mequinenze omogućuje vam detaljno istraživanje njegovih slikovnih, književnih i fotografskih djela.

## Djelo - Jesús Moncada
Jesús Moncada, spor i pedantan u pripremi svog spisa, odlučio je, u određenom trenutku, ostaviti slikarstvo po strani i u potpunosti se posvetiti pisanju svojih djela i dovršenju narudžbi i prijevoda za različite izdavače. Iako je Moncada autor kratkog djela - tri knjige priča, tri romana i zbirke članaka - njegova je književnost izazvala veliko zanimanje, osim među značajnim brojem čitatelja, i među znanstvenicima i prevoditeljima.
Što se tiče studija oko njegovog rada, postoji nekoliko monografija u časopisima, vodiči za čitanje, doktorske disertacije, kritike, opći i specijalizirani članci koji osim analize romana i priča pokrivaju i aspekte poput onomastike, leksikon, frazeologija, uporaba jezika, mit ili satira.
Monkadijska je proza vrlo bogata idiomatskim izrazima, posebno frazama i postavljenim frazama. Frazeologizmi i specifični obrati govora Mequinenze pojavljuju se s narativnom funkcijom, jer često podupiru humor i ironiju Jesúsa Moncade. Uz to, prisutnost teritorija (kroz toponime i karakteristične elemente topografije i klime Mequinenze), leksikon i frazeologija te reference na djela llautera i rudara s karakterističnim izrazima ključni su dijelovi razrađenih stil Jesús Moncada. S druge strane, monkadsko djelo prevedeno je na dvadeset i jedan jezik. Izdvaja se prijevod svih beletrističkih knjiga na španjolski jezik, ali moramo uzeti u obzir i prijevode Camino de sirge na aragonski i galicijski jezik - naslov također preveden na jezike - i interes da se Moncada može čitati na jezicima što su dalje od drugih. Japanski ili vijetnamski.

## Književno djelo
2007. godine izvedena je prvi put L'aigua, predstava temeljena na tekstovima iz tri kratke priče i zbirci članaka Cabòries estivals i altres proses volanderes. Katalonski redatelj Xicu Masó i dramatičar Albert Roig u ovoj bi predstavi prilagodili kratke tekstove Jesúsa Moncade smještene u Mequinenzi. Emisija koju je producirao Centar za scenske umjetnosti Terrassa u koprodukciji s La Mirada, la Cia i Las Antonietes, od tada se prikazuje na lokacijama diljem Španjolske. Kazališna skupina Garbinada iz Mequinenze prilagodila je njegova književna djela izradivši dvije predstave, D'un temps, d'un poble i Lo rovell de l'ou. 
Kazališnoj skupini dodijeljena je 2019. nagrada Nagrade Desideri Lombarte koju je dodijelila aragonska vlada "nastavkom rada u ime Katalonca Aragona, posebno u pogledu dostojanstva, širenja i uzdizanja pisca mequinenzana Jesúsa Moncade"

## Vanjske poveznice
Na španjolskom:
- Prostor Moncada u muzejima Mequinenza
- Studijski centar Jesus Moncada
- Jesús Moncada i Estruga  Arhivirana inačica izvorne stranice od 27. travnja 2007. (Wayback Machine) u Velikoj aragonskoj enciklopediji  Arhivirana inačica izvorne stranice od 27. travnja 2007. (Wayback Machine)
- Stranica posvećena Jesúsu Moncadi, u lletrA, katalonski književni prostor Otvorenog sveučilišta u Kataloniji  Arhivirana inačica izvorne stranice od 15. srpnja 2009. (Wayback Machine)
- Digitalizirana djela Jesúsa Moncade u hispanskoj digitalnoj knjižnici Nacionalne knjižnice Španjolske